# Hans Bertram (Flugpionier)

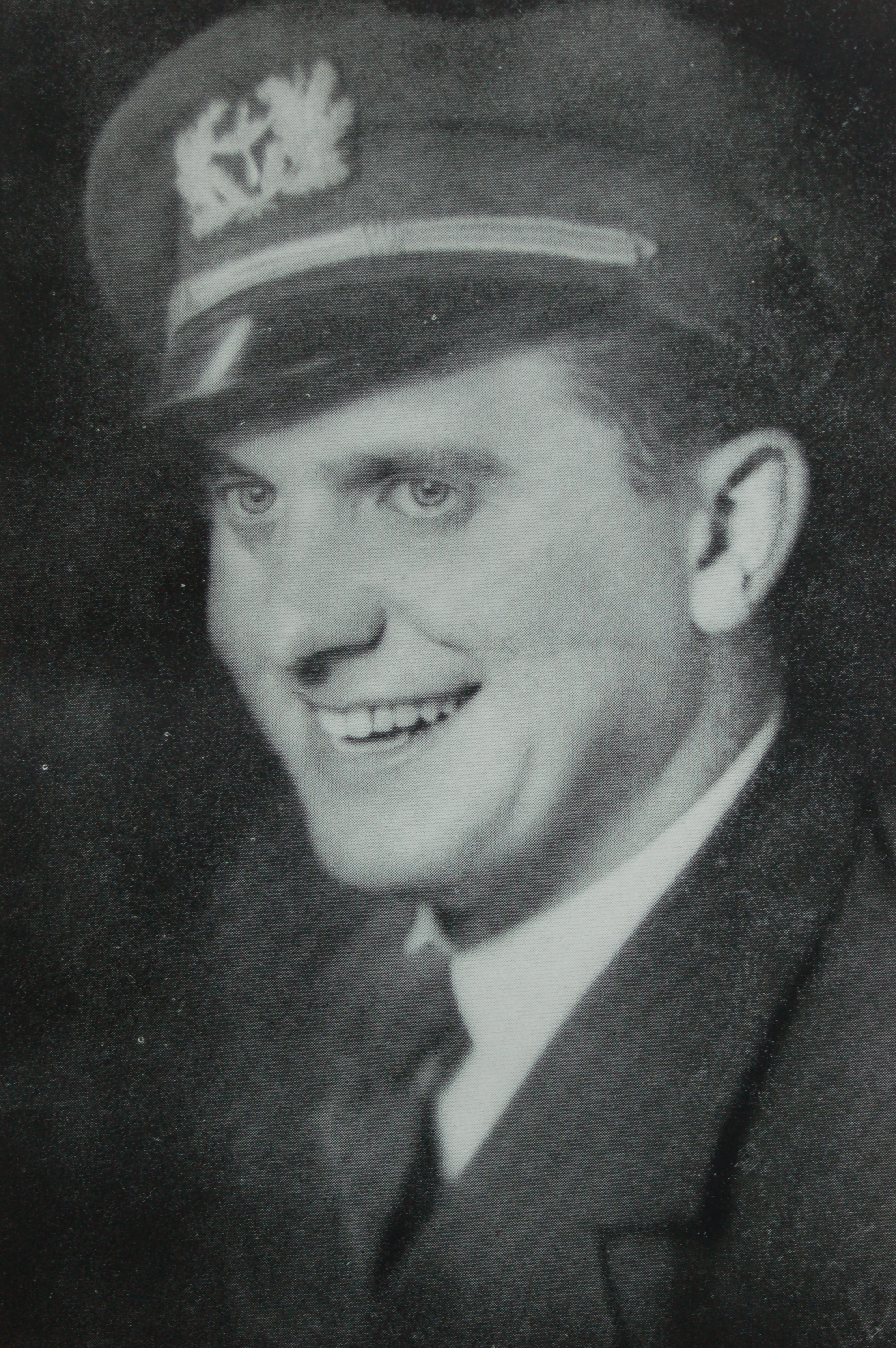
Hans Bertram

Hans Bertram (eigentlich Hans-Karl Bertram; * 26. Februar 1906 in Remscheid; † 8. Januar 1993 in München) war ein deutscher Pilot, Luftbildverleger, Schriftsteller, Luftfahrtunternehmer, Filmregisseur, Drehbuchautor und Produktionsleiter.

## Leben
Nach dem 1926 abgelegten Abitur verbrachte Hans Bertram, Sohn eines Gastwirts aus der Nordstraße in Remscheid, eine halbjährige Lehrzeit im Schiffbau bei den Hamburger Firmen Blohm & Voss und Bäumer. Gleichzeitig besuchte er die Fliegerschule und erwarb den Flugschein A. Auch während des folgenden Studiums an der Technischen Hochschule München nahm er weiteren Flugunterricht und schloss diesen mit der Kunstflugprüfung und dem B-Schein für Land und Wasser ab.

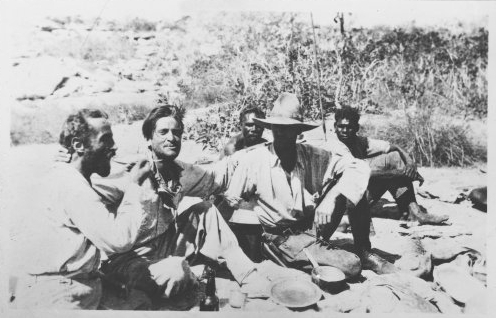
Klausmann und Bertram nach ihrer Rettung in Nordwest-Australien durch Constable Gordon Marshall (von links nach rechts)

Von 1928 bis 1934 arbeitete Hans Bertram als Berater und Organisator der Marineluftwaffe des chinesischen Präsidenten Chiang Kai-shek. In dieser Zeit unternahm er – zum Teil gemeinsam mit dem Bordmechaniker Adolf Klausmann, zum Teil allein – zu Rekordversuchszwecken eine Reihe von Extremflügen, die gelegentlich mit Notlandungen und Verlust der Maschinen endeten. Bei dem mit Adolf Klausmann und nicht Erich Brammen geplanten Weltflug im Jahre 1932 mit einer Junkers W 33 namens Atlantis mussten beide in Nordwest-Australien in der Nähe von Wyndham notlanden. Sie glaubten, sie seien auf der Melville-Insel gelandet, waren aber durch starken Ostwind ca. 450 km nach Westen abgetrieben worden. Mehr als 50 Tage kämpften sie im Busch um ihr Überleben. Der Fall machte weltweit Schlagzeilen. Ostern 1933 landete Bertram nach einem 6½-tägigen Rekordflug, der in Surabaya begonnen hatte, in Berlin.
Als in Deutschland in den 1930er Jahren nach der Vertreibung vieler Künstler großer Bedarf an Filmfachkräften im Dienst des Nationalsozialismus entstand, begann Bertram eine Laufbahn als Schriftsteller und Filmregisseur und schrieb und inszenierte mehrere Filme – vor allem Fliegerfilme –, die heute als NS-Propaganda eingestuft werden. Bertram war ab 1934 Mitglied der SA. Während des Überfalls auf Polen 1939 war er Leiter der Film-Sondertruppe Bertram und drehte im Auftrag Görings den Film Feuertaufe, der den Überfall auf Polen rechtfertigen sollte. 1942 wurde Bertram aus der Reichskulturkammer ausgeschlossen.
Bertram heiratete die Schauspielerin Gisela Uhlen, mit der er erstmals bei der Produktion von Symphonie eines Lebens (1942) gemeinsam arbeitete. Die Ehe wurde Anfang der 1950er Jahre wieder geschieden, nachdem Gisela Uhlen Wolfgang Kieling kennengelernt hatte. Die 1945 geborene gemeinsame Tochter Barbara Bertram wurde später ebenfalls Schauspielerin.
1954 gründete Hans Bertram die Firma Bayerischer Flugdienst, die ab 1970 Regionalluftverkehr betrieb. Aus dem Flugdienst ging 1954 auch ein Luftbildverlag hervor, dessen Inhaber Hans Bertram bis zu seinem Tode blieb. Der Luftbildverlag Hans Bertram GmbH ist seit Januar 2005 auf dem Flughafen Memmingen ansässig.
Bertram wurde auf dem Münchener Waldfriedhof beigesetzt. In der Stadt Remscheid wurde ein Weg auf dem Hohenhagen unweit des ehemaligen Flugplatzes nach ihm benannt.

## Bücher von Hans Bertram
- Flug in die Hölle. Mein australisches Abenteuer. Frankfurt, Berlin (1933 – Ullstein) 1995, ISBN 3-548-23833-5
- Flug in die Hölle. Bericht von der „Bertram-Atlantis-Expedition“ 1933 Drei Masken Verlag Berlin
- Ruf der weiten Welt 1937 Drei Masken Verlag Berlin
- Flieger. Schicksalsstunden zwischen Sternen und Erde 1952. Verlag Kurt Desch München
- Flug zu den Sternen 1954 Verlag Kurt Desch München • Wien • Basel 1954. Überarbeitet erschien es 1980 unter dem Titel „Götterwind“, Universitas Verlag, München 1980.
- Götterwind. Pioniere der Luftfahrt. Frankfurt, Berlin (1980 – Universitas) 1992, ISBN 3-548-22687-6

## Filmografie
- 1938: Frauen für Golden Hill (Drehbuch)
- 1940: Feuertaufe. Der Film vom Einsatz unserer Luftwaffe im polnischen Feldzug (Regie, Drehbuch)
- 1939: D III 88 (Drehbuch mit Wolf Neumeister)
- 1940: Der Fuchs von Glenarvon (Drehbuch)
- 1941: Kampfgeschwader Lützow (Regie, Herstellungsleitung, Drehbuch)
- 1942: Symphonie eines Lebens (Regie, Herstellungsleitung, Drehbuch)
- 1950: Der verzauberte Klang (Kurz-Dokumentarfilm) (Regie)
- 1949: Eine große Liebe (Regie, Drehbuch)
- 1952: Türme des Schweigens (Regie, Drehbuch)
- 1977: Flug in die Hölle (Regie, Drehbuch)
- 1985: Flug in die Hölle (Flight into hell), dt.-australische Serie in 6 Teilen nach dem Roman von Bertram